# Moment d'un vecteur
Le moment d'un vecteur peut se définir par rapport à un point ou par rapport à un axe orienté. Le moment par rapport à un point est un vecteur, le moment par rapport à un axe est un scalaire. Les moments d'un vecteur vrai (ou vecteur polaire) sont des pseudovecteurs ou des pseudoscalaires, ceux d'un pseudovecteur sont des vecteurs vrais ou des scalaires vrais.

## Définitions
- Le moment d'un vecteur vrai (ou vecteur polaire) {\displaystyle {\vec {V}}} (de position M) par rapport à un point O est un pseudovecteur (ou vecteur axial) défini par le produit vectoriel :
{\displaystyle {\overset {\hookrightarrow }{M_{\mathrm {O} }}}({\vec {V}})={\overrightarrow {\mathrm {OM} }}\wedge {\vec {V}}}.
- Le moment d'un vecteur vrai {\displaystyle {\vec {V}}} (de position M) par rapport à un axe orienté Δ (de vecteur unitaire {\displaystyle {\hat {u}}}) est un pseudoscalaire défini comme la projection de {\displaystyle {\overset {\hookrightarrow }{M_{\mathrm {O} }}}({\vec {V}})} sur l'axe, où O est un point quelconque de l'axe[a] :
{\displaystyle M_{\Delta }({\vec {V}})={\hat {u}}\cdot {\overset {\hookrightarrow }{M_{\mathrm {O} }}}({\vec {V}})}.
- Le moment d'un pseudovecteur (ou vecteur axial) {\displaystyle {\overset {\hookrightarrow }{V}}} (de position M) se définit de la même façon, par rapport à un point ou par rapport à un axe orienté :
{\displaystyle {\overrightarrow {M_{\mathrm {O} }}}({\overset {\hookrightarrow }{V}})={\overrightarrow {\mathrm {OM} }}\wedge {\overset {\hookrightarrow }{V}}} (c'est un vecteur vrai),
{\displaystyle M_{\Delta }({\overset {\hookrightarrow }{V}})={\hat {u}}\cdot {\overrightarrow {M_{\mathrm {O} }}}({\overset {\hookrightarrow }{V}})} (c'est un scalaire vrai).

## Exemples
- Le moment cinétique est le moment de la quantité de mouvement :
{\displaystyle {\overset {\hookrightarrow }{L_{\mathrm {O} }}}={\overrightarrow {\mathrm {OM} }}\wedge {\vec {p}}}.
- Le moment d'une force ({\displaystyle {\overset {\hookrightarrow }{\Gamma _{\mathrm {O} }}}={\overrightarrow {\mathrm {OM} }}\wedge {\vec {F}}}) intervient dans le théorème du moment cinétique.
- Le moment magnétique d'un circuit électrique est, au facteur 1/2 près, l'intégrale du moment de l'élément de courant {\displaystyle I\,{\vec {\mathrm {d} l}}} :
{\displaystyle {\overset {\hookrightarrow }{\mu }}={\frac {1}{2}}\oint {\vec {r}}\wedge I\,{\vec {\mathrm {d} l}}}.
- Le champ magnétique produit par un circuit électrique est, à un facteur constant près, l'intégrale du moment de l'élément de courant {\displaystyle I\,{\vec {\mathrm {d} l}}} divisé par le cube de la distance (loi de Biot et Savart) :
{\displaystyle {\overset {\hookrightarrow }{B}}={\frac {\mu _{0}}{4\pi }}\oint {\frac {{\vec {r}}\wedge I\,{\vec {\mathrm {d} l}}}{r^{3}}}}.